# Club España
O Club España foi um time americano de futebol  que venceu a National Challenge Cup em 1987. [carece de fontes?] A equipe também venceu a National Amateur Cup de 1985. A equipe encerrou as atividades em 1987, quando o técnico Hugo Berly e a maioria dos jogadores se mudaram para os recém-formados Washington Diplomats . 

## Títulos
Campeão Invicto
| NACIONAIS      | NACIONAIS              | NACIONAIS | NACIONAIS  |
|                | Competição             | Títulos   | Temporadas |
| -------------- | ---------------------- | --------- | ---------- |
| Estados Unidos | National Challenge Cup | 1         | 1987       |